# Genforeningspladsen
Genforeningspladsen er en idrætsplads i København, den ligger over for Grøndal MultiCenter midt i et tætbygget boligkvarter. Den blev anlagt af Københavns Kommune 1922-1923 og overdraget til Københavns Idrætspark i 1929. Den benyttes blandt andet til skøjtebane om vinteren. Banen er 12 meter bred og 400 meter lang. Banen er det eneste sted i Danmark, hvor man kan dyrke hurtigløb på skøjter.[kilde mangler]
Banen er hjemmebane for Københavnsserieklubben Union og tennisklubben Arbejdernes Tennis Klub.
Pladsen har navn efter Genforeningen i 1920 mellem Sønderjylland og det Danmark, der var tilbage efter nederlaget i 1864.